# Tizita
Tizita (amhariska:ትዝታ) "minne",, "nostalgi" eller "längtan") är en typ av sång inom etiopisk och eritreansk musik. Begreppet kan syfta på en ballad framförd i en särskild stil eller tonarten som används i sådan musik. Västerländska källor jämför ofta tizita med bluesen.
Tizita infördes ursprungligen av azmarisångare. Några av de samtida etiopiska artister som har spelat tizitasånger är Aster Aweke, Bezawork Asfaw, Teddy Afro och Mahmoud Ahmed.